# Брокпа-кэ
Брокпа-кэ (дзонг-кэ དྲོག་པ་ཁ།, དྲོགཔ་ཁ།, Dr˚okpakha, Dr˚opkha) или Брокпа — южнотибетский язык, на котором говорят около 5000 человек, в основном в  деревнях Мераг и Сактенг в долине Сактенг района Трашиганг (дзонгхаг) в Восточном Бутане.  На брокпа-кэ говорят потомки пастушеских общин яхердов. 
Слово брокпа состоит из двух частей: «брок» и «па». На тибетском языке «Брок» означает пастбищные земли, а «па» — этнохороним, следственно, слово «брокпа» относится к языку, на котором говорят люди, живущие в горах. Лингвист Роджер Бленч также недавно назвал языковой комплекс под названием Сенге, на котором говорят в трех деревнях к северо-западу от Диранга в районе Западный Каменг.

## Деревни, в которых говорят на языке брокпа-кэ
- Западный Каменг
  - Лубрунг;
  - Дирме;
  - Сумранг;
  - Нйокмадунг;
  - Ундра;
  - Сенгедронг.
- Таванг
  - Лагам;
  - Маго;
  - Тхингбу;
  - Лагуханг.
- Бутан
  - Сактенг[англ.];
  - Мерак[англ.].